# Cocoon - Il ritorno
Cocoon - Il ritorno (Cocoon: The Return) è un film del 1988 diretto da Daniel Petrie, seguito di Cocoon - L'energia dell'universo del 1985, basato sui personaggi di David Saperstein.

## Trama
Tre anziane coppie trasferitesi sul pianeta Antarea per sfuggire alla vecchiaia, decidono di tornare momentaneamente sulla Terra, approfittando del fatto che alcuni antareani devono compiere una missione riguardante i bozzoli lasciati in mare.
Ben e Mary Luckett tornano per rivedere il nipote David, un adolescente bisognoso delle cure dei nonni, mentre Arthur Selwyn e Bess McCarthy tornano per buttarsi in un'avventura amorosa, da cui rimarrà incinta, e Joe ed Alma Finley per ritrovare il gusto della vita nella dedizione agli altri.
Bernie Lefkowitz, che non aveva voluto seguirli sul pianeta per un attaccamento nevrotico alla memoria della moglie defunta, viene confortato dalla loro presenza e riesce a uscire dalla sua ossessione innamorandosi di Ruby, una vedova piacente.
Dopo molte vicende e grazie all'aiuto della giovane ricercatrice Sara e del capitano Jack Bonner, i protagonisti riescono a ripartire per il pianeta Antarea. Una parte del gruppo deciderà di rimanere sulla Terra, tra cui Alma dopo la perdita del marito Joe, il quale si era sacrificato per lei donandole i suoi poteri  antareani per svegliarla dal coma irreversibile nella quale era caduta dopo che quest'ultima aveva salvato la vita a un bambino che stava per essere investito in mezzo alla strada da un'automobile. Anche Ben e Mary scelgono di restare sulla terra per avere la possibilità di veder crescere il loro nipote David e vivere insieme a lui e alla figlia Susan. Arthur e Bess scelgono di ripartire per far nascere il loro figlio in un mondo migliore, lontano dalle malattie e gli orrori della guerra, poiché se il bambino provasse a nascere sulla terra, le possibilità di sopravvivere sarebbero molto basse e loro non vivrebbero comunque abbastanza a lungo per vederlo crescere. Gli amici infine si salutano promettendosi di ricordarsi sempre.